# Kansteinweg
Der Kansteinweg ist ein etwa 83 Kilometer langer Fernwanderweg, der die niedersächsischen Städte Hannover in der Region Hannover und  Alfeld im Landkreis Hildesheim verbindet.

## Verlauf
Der Weg führt vom Lindener Berg durch Hannover-Badenstedt, am Ostrand des Benther Bergs und am Westrand des Gehrdener Bergs entlang.
Er verläuft durch Wennigsen zum Waldkater. Der Deister wird auf weniger frequentierten Wegen überquert. Die Altstadt von Springe wird durchquert. Vom Jagdschloss Springe führt der Weg durch den Saupark Springe zur Holzmühle.
Er führt hinauf zum Kamm des Osterwalds und dann durch Osterwald und Voldagsen hinüber in den Ith bei Lauenstein. Danach geht es durch Salzhemmendorf und in den Thüster Berg. Der Weg verläuft auf dem Kamm des Thüster Bergs mit dem namensgebenden Kanstein als Hauptkuppe, auf der sich der Lönsturm befindet. Von dort verläuft er entlang des anschließenden Duinger Bergs bis zur Lippoldshöhle bei Brunkensen. Von dort führt der Kansteinweg weiter über Warzen nach Alfeld.
Der tiefste Punkt des Weges liegt mit 55 m ü. NHN in der Mulde zwischen Benther Berg und Gehrdener Berg, der höchste Punkt des Weges liegt mit 441 m ü. NHN auf dem Kanstein.

### Kennzeichnung
Der Kansteinweg ist mit der Wegzeichen-Markierung  △ 
gekennzeichnet.
Betreut wird der Kansteinweg durch die Mitglieder des Hannoverscher Wander- und Gebirgsvereins.

### Übergänge
- In Wennigsen-Waldkater kreuzt der Kansteinweg den Calenberger Weg ( ⊥ , Bad Nenndorf – Nordstemmen).[3]
- Am Deisterkammweg bei der Wöltjebuche kreuzt der Kansteinweg den Wanderweg Bennigsen-Lauenau ( = ).[3]
- Bei Brunkensen verläuft der Weg ein Stück weit deckungsgleich mit dem Ith-Hils-Rundwanderweg.

## Sehenswürdigkeiten
- Altstadt von Springe
- Saupark und Jagdschloss Springe
- Lönsturm
- Lippoldshöhle bei Brunkensen

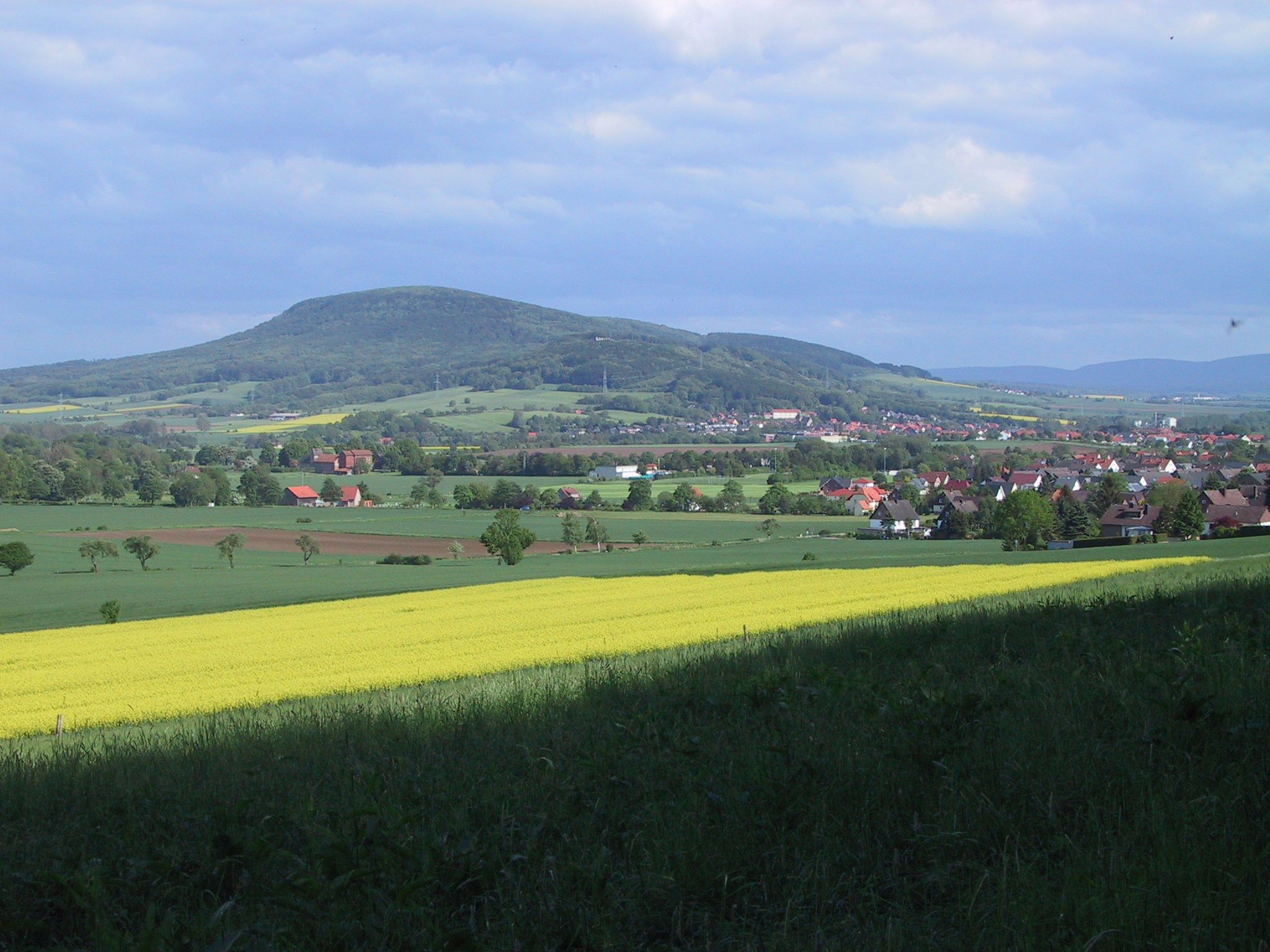
Blick vom Ith auf den Thüster Berg mit der Hauptkuppe des Kansteins

- Weltkulturerbe Fagus-Werk in Alfeld